# Томашевский, Вальдемар
Вальде́мар Томаше́вский (лит. Valdemar Tomaševski, пол. Waldemar Tomaszewski, род. 3 марта 1965, Вильнюс, Литовская ССР, СССР) — литовский политический деятель, лидер Избирательной акции поляков Литвы.

## Биография
Родился в семье учителей. Окончив среднюю школу № 11 (в настоящее время — лицей имени Адама Мицкевича) в Вильнюсе (1983), учился в Вильнюсском инженерно-строительном институте (ВИСИ). По окончании первого курса был призван на военную службу. В 1984—1986 годах служил в Советской армии в Мурманской области. В 1990 году окончил ВИСИ, получив специальность инженера-механика.

## Политическая деятельность
Принимал участие в деятельности общественной организации «Союз поляков Литвы». В 1993 году был председателем Вильнюсского районного отделения «Союза поляков Литвы». В 1994 году стал одним из основателей Избирательной акции поляков Литвы (ИАПЛ) и был избран первым вице-председателем партии. В 1999 году Томашевского избрали председателем Избирательной акции поляков Литвы.
Избирался членом Совета и Правления Вильнюсского районного самоуправления в 1995 и 1997 годах, в 2000 году занимал пост вице-мэра Вильнюсского районного самоуправления. В 2000, 2004 и 2008 годах Вальдемар Томашевский в одномандатном Вильнюсско-Шальчининкском округе избирался в Сейм Литовской Республики.
В марте 2009 года выдвинул свою кандидатуру на выборы президента Литвы. На выборах, состоявшихся 17 мая, набрал 4,69 % голосов (по количеству голосов это четвёртый результат после Дали Грибаускайте с 68,17 %, кандидата социал-демократов Альгирдаса Буткявичюса с 11,7 %, представителя партии «Порядок и справедливость» Валентинаса Мазурониса с 6,09 %). На выборах в Европарламент 7 июня 2009 года за возглавляемый Томашевским список Избирательной акции поляков Литвы проголосовало 8,22 % избирателей, что обеспечило этому списку одно место. Переизбирался на выборах 2014 и 2019 годов в Европарламент.
В Европарламенте вошёл во фракцию консерваторов и реформистов, был избран заместителем делегации связей с Белоруссией, стал членом комитета свобод граждан, права и внутренних дел.

## Награды
- Командор ордена Заслуг перед Республикой Польша (2009, Польша).
- Памятный знак за личный вклад в развитие трансатлантических отношений Литвы и по случаю приглашения Литовской Республики в НАТО (12 февраля 2003 года, Литва)[5].